# Connie Conway
Connie Marie Conway, né le 25 septembre 1950 à Bakersfield (Californie), est une femme politique américaine, élue républicaine de Californie à la Chambre des représentants des États-Unis de 2022 à 2023.

## Biographie
Elle est membre du conseil du comté de Tulare de 2011 à 2008 puis élue à l'Assemblée de l'État de Californie de 2008 à 2014.
Après la démission du représentant du 22e district de Californie Devin Nunes en janvier 2022, Connie Conway est élue pour lui succéder lors d'une élection spéciale le 7 juin de la même année. En obtenant 62,1 % des voix, elle bat le candidat démocrate Lourin Hubbard.